# Megumi Taruno
Megumi Taruno (jap. 樽野 恵, Taruno Megumi; * 18. Mai 1988 in der Präfektur Fukuoka) ist eine japanische Badmintonspielerin. 

## Karriere
Megumi Taruno siegte 2008 beim Smiling Fish im Damendoppel mit Yukina Oku. Bei der Swiss Open Super Series 2009 wurde sie Neunte ebenso wie bei der Japan Super Series 2007. Im Dameneinzel konnte sie 2008 die Osaka International für sich entscheiden.

## Sportliche Erfolge
| Saison | Veranstaltung          | Disziplin   | Platz | Name                           |
| ------ | ---------------------- | ----------- | ----- | ------------------------------ |
| 2007   | Japan Open             | Damendoppel | 9     | Yukina Oku / Megumi Taruno     |
| 2008   | Smiling Fish           | Damendoppel | 2     | Oku Yukina / Megumi Taruno     |
| 2008   | Osaka International    | Dameneinzel | 1     | Megumi Taruno                  |
| 2009   | Swiss Open             | Damendoppel | 9     | Oku Yukina / Megumi Taruno     |
| 2013   | Austrian International | Damendoppel | 1     | Misato Aratama / Megumi Taruno |